# Бауэр, Карл Хуго Фридрих

Карл Хуго Фридрих Бауэр (нем. Karl Hugo Friedrich Bauer; 16 октября 1874, Штутгарт — 8 августа 1944, Лейпциг) — немецкий химик, профессор Лейпцигского университета (1937—1942).

## Биография
С 1898 по 1900 год Карл Хуго Фридрих Бауэр изучал фармацевтику в университетах Штутгарта, Лейпцига и (недолго) в Вюрцбурге. В 1902 году в университете Вюрцбурга он получил степень кандидата наук, защитив диссертацию о производных циануровой кислоты. С 1903 года Бауэр работал ассистентом в Техническом университете Штутгарта, в которым в 1910 году защитил докторскую диссертацию по органической химии. После этого он стал доцентом данного ВУЗа. В период Первой мировой войны, с 1915 по 1918 год, Бауэр также возглавлял ряд химико-технических лабораторий на оккупированной части Российской империи, являясь аптекарем (Stabsapotheker) в крепости Брест-Литовска.
В 1919 году Карл Бауэр стал адъюнкт-профессором университета, а в 1925 году он перешел на должность адъюнкт-профессора фармацевтической химии в Лейпцигский университет. В 1937 году в Лейпциге он получил позицию полного (ординарного) профессора и занимал ее до 1942 года. Карл Бауэр скончался в Лейпциге 8 августа 1944 года.
Бауэр был членом Германского общества по исследованиям жира (Deutsche Gesellschaft für Fettwissenschaft), а также являлся почетным членом Берлинского центрального офиса по исследованиям нефти и жиров (Berliner Zentralstelle für Öl- und Fettforschung). 11 ноября 1933 года он был среди более 900 ученых и преподавателей немецких университетов и вузов, подписавших «Заявление профессоров о поддержке Адольфа Гитлера и национал-социалистического государства». Кроме того, Бауэр состоял членом Имперского союза противовоздушной обороны (Reichsluftschutzbund, RLB) и, начиная с 1934 года, общественной организации «Национал-социалистическая народная благотворительность»; с 1937 года он входил в Национал-социалистический союз студентов Германии (NSDStB).

## Работы
- Chemie der Kohlenstoffverbindungen (1904)
- Geschichte der Chemie (1906)
- Chemie der Fette (1928)
- Die trocknenden Öle (1929)